# پایسانو پارک، تگزاس
پایسانو پارک (به انگلیسی: Paisano Park) یک منطقهٔ مسکونی در ایالات متحده آمریکا است که در تگزاس واقع شده‌است. پایسانو پارک ۱۳۰ نفر جمعیت دارد.